# 遠藤裕之
遠藤 裕之（えんどう ひろゆき、1951年6月26日 - ）は、日本の実業家。ケーズホールディングス代表取締役社長兼最高経営責任者兼最高執行責任者を経て、代表取締役会長を務めた。

## 人物・経歴
茨城県出身。1970年茨城県立水戸第一高等学校卒業。1973年日本マクドナルド入社。1985年カトーデンキ販売（現在のケーズホールディングス）入社。1995年取締役マルチメディア部長に昇格。1997年取締役営業統括部長。1999年からは大型店の1号店である水戸本店の初代本店長を務めた。2001年東北ケーズデンキ取締役。2003年取締役東京ベイサイド新浦安店長。2004年ギガス取締役。2006年専務取締役営業本部長。2011年代表取締役社長COO、デジックスケーズ代表取締役社長。2016年から代表取締役社長兼CEO兼COOを務め、少子高齢化などによる家電市場の縮小が続く中、高付加価値商品の提供などで2017年3月期には連続の3期連続の増収を果たした。2017年代表取締役会長。2019年退任。